# Morula

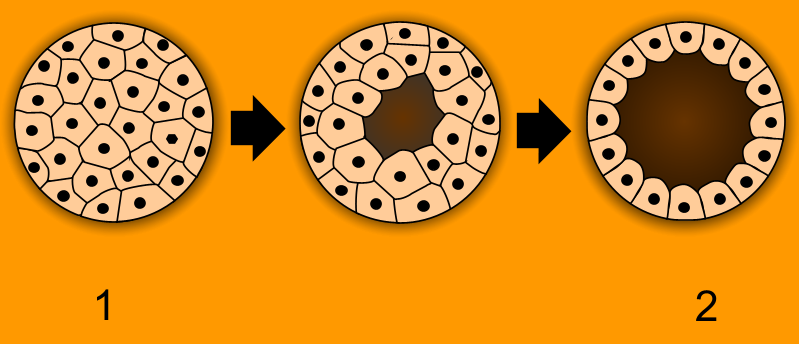
Blastulace. 1 - morula, 2 - blastula.

Morula je plný kulovitý shluk buněk (blastomér), vznikající v prvotních fázích embryogeneze, a to překotným dělením oplodněného vajíčka. Na jejím povrchu se v procesu rýhování vytvářejí typické (často pro určitou skupinu živočichů specifické) rýhy. Dalším vývojem se morula mění na dutou blastulu nebo blastocystu u savců.
Typická morula u člověka je vyvinutá na konci 4. dne po oplodnění a nachází se už těsně před vstupem do dutiny děložní.

## Další stádia
1. Morula
2. Blastula
3. Gastrula
4. Plod